# Robert Wech
Robert Wech ist ein deutscher Orgelbauer. Er betreibt die Orgelbaufirma Wech in Buchloe.

## Leben
Robert Wech lernte das Orgelbauerhandwerk ab 1984 bei Orgelbau Sandtner in Dillingen an der Donau. Es folgten weitere Stationen bei Rieger in Schwarzach, Orgelbau Andreas Ott in Bensheim, Martin Pasi in Tacoma (Bundesstaat Washington, USA) sowie 1996 die Meisterprüfung. 2001 gründete Wech sein namensgleiches Orgelbauunternehmen in Buchloe. Er liefert seitdem Orgeln im süddeutschen Raum, aber auch bis in die Vereinigten Staaten.

## Werkliste (Auswahl)
| Jahr | Ort                          | Gebäude                                | Bild | Manuale | Register | Bemerkungen            |
| ---- | ---------------------------- | -------------------------------------- | ---- | ------- | -------- | ---------------------- |
| 1996 | Buchloe                      | Privatbesitz Wech                      |      | I/P     | 4        | Meisterstück           |
| 2004 | Kansas City (Missouri) (USA) | Visitation Catholic Church             |      | I/P     | 4        | Truhenorgel            |
| 2006 | Sioux City (USA)             | Cathedral of the Epiphany              |      | II/P    | 31       |                        |
| 2008 | Ostendorf (Meitingen)        | St. Michael                            |      | I/P     | 8        |                        |
| 2009 | Vatikanstadt                 | Collegio Americano Del Nord            |      | I/P     | 6        |                        |
| 2010 | Seattle (USA)                | Queen Anne Lutheran Church             |      | II/P    | 25       |                        |
| 2012 | Höhenkirchen-Siegertsbrunn   | Kreuz-Christi-Kirche                   |      | II/P    | 16 (18)  |                        |
| 2013 | Wörthsee                     | Zum Heiligen Abendmahl                 |      | II/P    | 11       |                        |
| 2014 | Augsburg                     | Mutterhaus der Barmherzigen Schwestern |      | II/P    | 16 (18)  |                        |
| 2017 | Maisach                      | Emmauskirche                           |      | II/P    | 8        |                        |
| 2019 | Batzenhofen                  | St. Martin                             |      | II/P    | 15 (17)  | Beschreibung der Orgel |